# Rufus (Schauspieler)

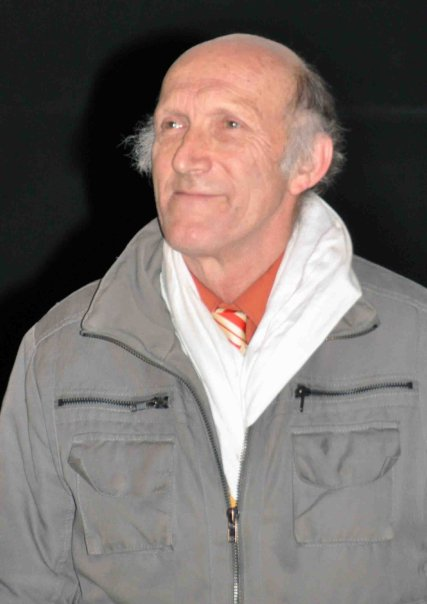
Rufus (2010)

Rufus, eigentlich Jacques Narcy, (* 19. Dezember 1942 in Riom) ist ein französischer Schauspieler.

## Leben
Rufus spielte seit 1967 als Mitglied des Café de la Gare. Im Jahr 1973 spielte er neben Francis Huster und Brigitte Bardot in L’histoire très bonne et très joyeuse de Colinot trousse-chemise von Nina Companéez, 1974 neben Bulle Ogier in Mariage von Claude Lelouch und wurde 1975 mit Maurice Dugowsons Lily, aime-moi bekannt. In Deutschland ist er vor allem durch Alain Tanners Jonas, der im Jahr 2000 25 Jahre alt sein wird und aus Roman Polańskis Der Mieter bekannt sowie einem Auftritt im Schimanski-Tatort Zahn um Zahn, in dem Rufus sogar deutsch mit stark französischem Akzent spricht. Zu seinen späten Erfolgen zählen der Kellerbewohner Robert Kube in Delicatessen, der Harmonica-Spieler in Das Floß der Medusa, der Jude Mordechai in Zug des Lebens und der Vater von Amélie, Raphael Poulain, in Die fabelhafte Welt der Amélie.

## Filmografie (Auswahl)
- 1967: Les encerclés
- 1968: Liebe macht lustig, Liebe tut weh (L’amour c’est gai, l’amour c’est triste)
- 1969: Mr. Freedom
- 1969: Erotissimo
- 1970: Ein Bulle sieht rot (Un condé)
- 1970: Versprechen in der Dämmerung (Promise at Dawn)
- 1971: Eine tierische Verbindung (L’alliance)
- 1971: Die Filzlaus kehrt zurück (Fantasia chez les ploucs)
- 1971: Der große Coup des Kommissars (Laisse aller … c’est une valse)
- 1971: Was ist mit Tom geschehen? (Où est passé Tom?)
- 1971: Der Aufruhr in den Cevennen (Les camisards)
- 1975: Lily, hab mich lieb (Lily, aime-moi)
- 1976: Der Mieter (Le locataire)
- 1976: Jonas, der im Jahr 2000 25 Jahre alt sein wird (Jonas qui aura 25 ans en l’an 2000)
- 1977: Marschier oder stirb (March or Die)
- 1979: Der Polizeikrieg (La guerre des polices)
- 1983: Die unglaubliche und traurige Geschichte von der unschuldigen Eréndira und ihrer herzlosen Großmutter (Eréndira)
- 1985: Zahn um Zahn
- 1985: Der Weekend-Killer (Le tueur du dimanche)
- 1986: Die Abenteuer des jungen Don Juan (Les exploits d’un jeune Don Juan)
- 1987: Schütze deine Rechte (Soigne ta droite)
- 1990: Bettkarriere (Promotion canapé)
- 1990: Lacenaire
- 1991: Delicatessen
- 1994: Die Stadt der verlorenen Kinder (La cité des enfants perdus)
- 1995: Les Misérables (Les misérables)
- 1996: Julie Lescaut
- 1997: Metroland
- 1998: Que la lumière soit!
- 1998: Das Floß der Medusa (Le radeau de la méduse)
- 1998: Zug des Lebens (Train de vie)
- 2000: Die fabelhafte Welt der Amélie (Le fabuleux destin d’Amélie Poulain)
- 2003: Verrat im Namen der Königin (Saint-Germain ou la négociation)
- 2004: Im Spiegel des Bösen (À ton image)
- 2004: Mathilde – Eine große Liebe (Un long dimanche de fiançailles)
- 2004: Isnogud – Der bitterböse Großwesir (Iznogoud)
- 2005: Qui m’aime me suive
- 2006: Die roten Nadeln (Les Aiguilles rouges)
- 2009: Korkoro
- 2010: Profiling Paris (Profilage, Fernsehserie, 1 Folge)
- 2011: Crédit pour tous
- 2013: Marius
- 2014: Salaud, on t’aime.
- 2016: Ein Dorf sieht schwarz (Bienvenue à Marly-Gomont)
- 2017: Docteur Knock – Ein Arzt mit gewissen Nebenwirkungen (Knock)
- 2017: Plus belle la vie (Fernsehserie, 7 Folgen)
- 2019: Das Land meines Vaters (Au nom de la terre)
- 2020: Tony Rodriguez. Aller en prison, c’est son rêve...
- seit 2021: HIP: Ermittlerin mit Mords-IQ (HPI: Haut Potentiel Intellectuel, Fernsehserie)

## Auszeichnungen
- 2002: César-Nominierung, Bester Nebendarsteller, für Die fabelhafte Welt der Amélie
- 2013: Ordre des Arts et des Lettres[2]